# Zelia picta
Zelia picta är en tvåvingeart som först beskrevs av Jacques-Marie-Frangile Bigot 1889.  Zelia picta ingår i släktet Zelia och familjen parasitflugor.
Artens utbredningsområde är Kuba. Inga underarter finns listade i Catalogue of Life.